# Hans Hilfiker

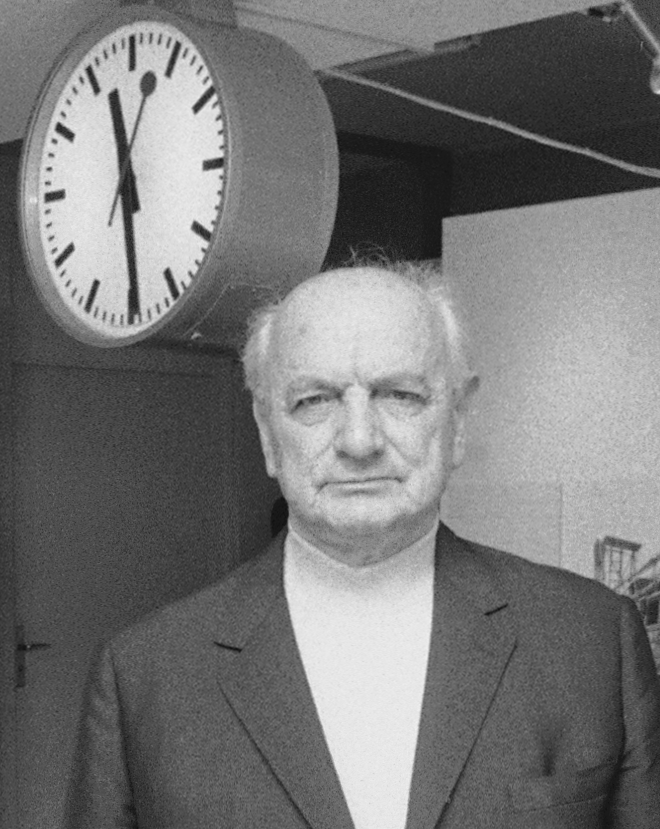
Hans Hilfiker 1984 neben der von ihm geprägten Schweizer Bahnhofsuhr

Hans Hilfiker (* 15. September 1901 in Zürich; † 2. März 1993 in Gordevio TI) war ein Schweizer Elektroingenieur und Gestalter.

Schweizer Bahnhofsuhr

Sein bekanntestes Werk ist die Schweizer Bahnhofsuhr. Diese 1944 gestaltete Uhr ergänzte er später mit dem von ihm entwickelten Sekundenzeiger mit der charakteristischen roten Kelle. Weniger bekannt, aber mindestens so wichtig ist seine Arbeit zur Entwicklung der Schweizerischen Küchennorm während seiner Arbeit für die Therma AG in den 1960er Jahren. Hilfiker sah sich erst ab den 1940er Jahren als Designer und hat seine Gestaltungsphilosophie als Ingenieur ohne Anlehnung aus der Kunst eigenständig entwickelt. Er gilt als einer der Pioniere des schweizerischen Industriedesigns.

## Leben
Nach dem Besuch der Primar- und Sekundarschule absolvierte Hans Hilfiker eine Lehre als Feinmechaniker. Er studierte an der Eidgenössischen Technischen Hochschule in Zürich Elektro- und Fernmeldetechnik bis zum Diplom.
Ab 1925 arbeitete er für die Albiswerke (Siemens) in Zürich, für die er 1926 nach Argentinien reiste. 1927 bis 1928 war er für Siemens als technischer Berater der Fernmeldetruppen der argentinischen Armee tätig. Er baute Werkstätten und mobile Telefonzentralen und bildete Fernmeldeunteroffiziere technisch aus. 1929 beteiligte er sich als leitender Ingenieur am Bau der Telefonleitung Buenos Aires – Rosario durch das Fluss- und Sumpfgebiet des Río Paraná. Ab 1930 plante er ein Seekabel durch das Delta des Río de la Plata von Buenos Aires nach Montevideo (Uruguay). Siemens bildete ihn fünf Monate in Berlin aus, damit er eine später zu gründende Betriebsgesellschaft in Argentinien übernehmen könnte. Die Pläne zerschlugen sich jedoch 1931 und Hilfiker kehrte in die Schweiz zurück.
Von 1932 bis 1958 arbeitete er für die Schweizerischen Bundesbahnen (SBB) als Ingenieur bei der Bauabteilung III, ab 1944 als Stellvertretender Leiter der Bauabteilung und Chef der Dienste ortsfeste elektrische Anlagen. Für die SBB entwickelte er neben der Bahnhofsuhr unter anderem einen Bockkran für das Verladen von schweren Gütern von der Strasse auf die Schiene, das Perrondach  für den Bahnhof Winterthur Grüze, einen Fahrplanprojektor für den Bahnhof Zürich und ein heute unter Denkmalschutz stehendes Dienstgebäude für den Fahrleitungsunterhalt im Kohlendreieck des Bahnhofs Zürich.
Von 1958 bis 1968 war er als Direktor bei der Therma AG in Schwanden im Kanton Glarus tätig (seit 1978 Electrolux). Er entwickelte für Therma ein komplett neues Küchenprogramm das aus miteinander kombinierbaren Modulen bestand. Bis dahin produzierte Therma einzelstehende Geräte. Durch diese Systemküchen legte er den Grundstein zur eigenen Schweizer Küchennorm SINK (Schweizerische Industriekommission für die Normierung der Küche), die von der europäischen abweicht (Breite 55 anstatt 60 cm). Ein Prototyp nach dieser Norm wurde an der EXPO 1964 in Lausanne gezeigt. Hilfiker setzte ein eigentliches Corporate Design für Therma durch und strukturierte für die neuen Einbauküchen die Fertigungsprozesse um.
1968 bis 1980 war Hilfiker als Design-Consultant bei der Firma Devico Design in Gockhausen bei Zürich tätig.
Daneben unterrichtete Hilfiker von 1974 bis 1980 am Technikum Windisch.

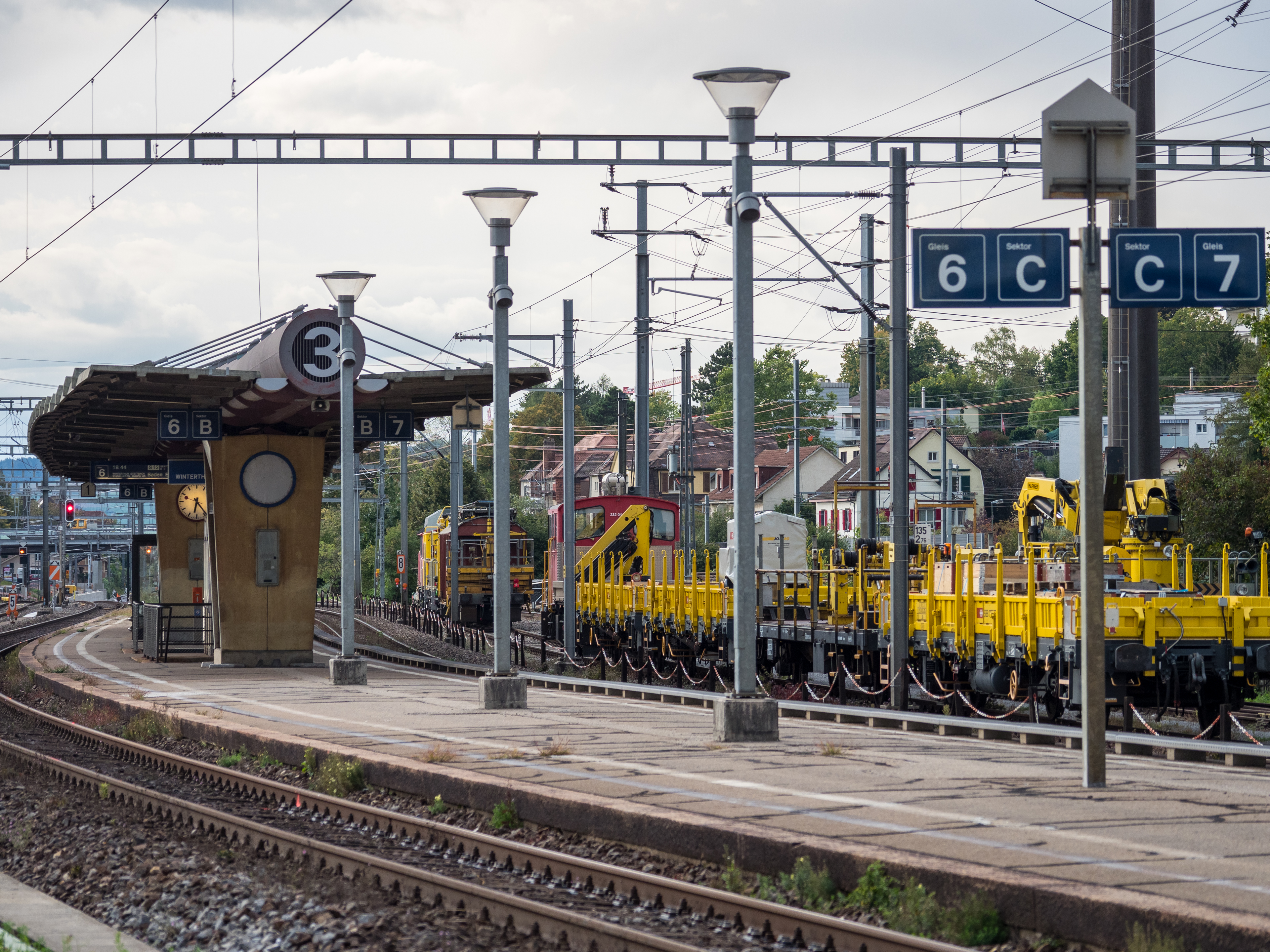
Perrondach im Bahnhof Winterthur Grüze, von Hilfiker als Prototyp entwickelt (Bild 2019)

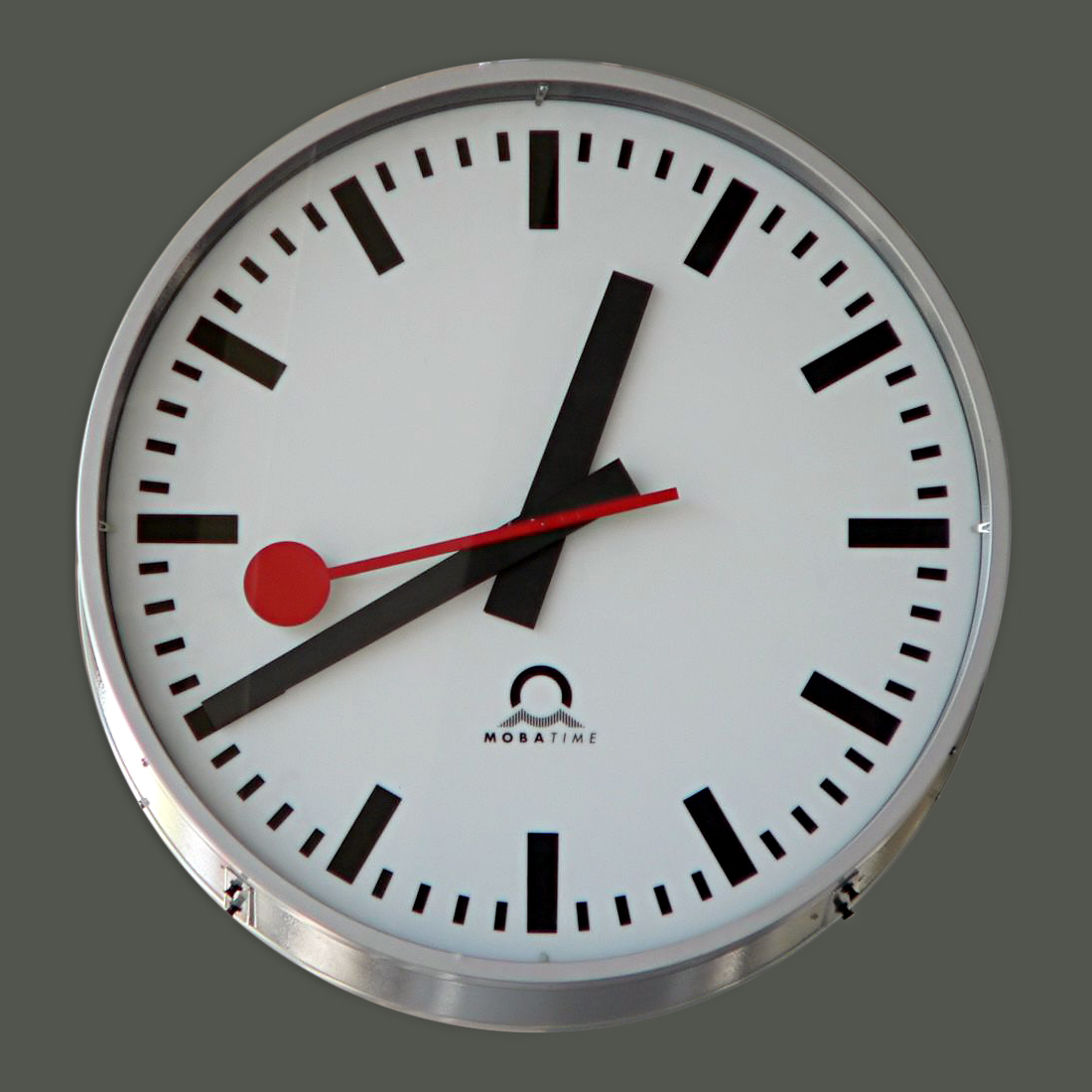
Schweizer Bahnhofsuhr

## Werke
Angaben aus: Hans Hilfiker, Ingenieur und Gestalter (= Schweizer Design-Pioniere 1), Kunstgewerbemuseum, Zürich 1984, OCLC 12027683.
- 1950 SBB Umladekran Strasse-Schiene
- 1951 SBB Strassen-Gleisfahrzeug für den Fahrleitungsunterhalt
- 1952 SBB Dienstgebäude Fahrleitungsdienst, Remisenstrasse 7, Zürich
- 1952–1955 Perrondächer, Bahnhof Winterthur Grüze
- 1955 SBB Schweizer Bahnhofsuhr mit Sekundenkelle
- 1957 SBB Fahrplanlesegerät, Bahnhof Zürich
- 1959 Therma Heizofen Butterfly
- 1962 Therma Systemküche
- 1963–1965 Haus Salvalarnia, Gordevio TI